# 新治伸治
新治 伸治（にいはり しんじ、1941年7月31日 - 2004年5月4日）は、日本のプロ野球選手（投手）、実業家。東京大学野球部初のプロ野球選手である。

## 来歴・人物
東京都文京区立第四中学校の1年生の時、東京都中学生による憲法記念野球大会で優勝する。都立小石川高校時代には硬式野球部がなく、軟式野球部にてプレー。3年生のときに東京都少年野球大会で優勝した。
新治は早稲田大学でのプレーを希望して知り合いに相談したところ、早稲田では硬式での経験がないと難しい、東大なら軟式上がりでもレギュラーになれるだろうと言われ、早稲田大学をあきらめ東京大学経済学部を受験し合格。硬式野球部に入部した。東京六大学野球リーグでは1961年春季リーグから8季連続最下位。リーグ通算68試合に登板し8勝43敗、防御率3.21、149奪三振を記録した。43敗は現在もリーグ史上最多敗戦記録。一方で在学4年間で東大が勝った試合の勝利投手はすべて新治であった。
卒業に当たって住友金属・サッポロビールの勧誘を受けるが、1965年に大洋漁業（後のマルハ、現在のマルハニチロ）に入社。ほどなくして、球団オーナー中部謙吉の「南氷洋に2、3年行ったつもりで、ちょっとプロで投げてみなさい」という一声から、子会社である大洋ホエールズ球団への出向を命じられ、身分はサラリーマンのままプロ入り。同時に東大野球部出身者として初のプロ野球選手となった。なお、当時はドラフト制度がなく自由競争の時代であった為、ドラフトを経ることなく、プロ野球選手になることができた（ドラフト制度導入以降で初の東大出身指名選手は井手峻）。契約金を受け取ると思う時に辞めることができないため契約金はもらわず、給料は特別業務手当として20万円であった。
1年目の1965年は6月12日の中日戦で初先発。10月18日にはサンケイの佐藤進と投げ合い初の完投勝利を記録する。同年は高橋重行・稲川誠に次ぐ40試合に登板、5勝をあげてジュニアオールスターにも出場している。翌1966年もリリーフとして活躍し4勝を記録した。しかし、1967年から登板機会が減少、プロ入りを後押しした三原脩監督が退団したこともあって1968年限りで現役引退。なお、本社からの出向扱いのままプレーしていたため、現役引退も社内の人事異動扱いとなった。
引退後は親会社の大洋漁業に復帰し貿易部に配属になる。給料はこれまでの20万円から4万円に減ったという。1970年からは北米駐在勤務（カリフォルニア株式会社）となる。同年には1969年のドラフト会議で大洋の指名を拒否してアメリカ留学していた荒川堯への入団説得にも当たる。また、この頃はメジャーリーグをよく研究していたという。1976年に帰国すると、海外事業本部・秘書課、支店長や支社長を経て、大洋クラブ（マルハ系列のゴルフ場運営会社）社長や横浜ベイスターズ球団顧問を務めた。2004年4月には東京六大学野球春季リーグ戦開幕戦で始球式を行ったが、5月4日に自宅で急死した。62歳没
1978年には東京大学野球部の監督就任の打診を受けるが断っている。また、1981年に土井淳監督がシーズン終盤に解任された際には、フロントの姿勢に憤慨した。

## 選手としての特徴
やや変則的なフォームから投げるキレのいいストレートと縦のカーブ・スライダーを武器とした。学生時代に、いつもリードされている状態で投げていたため、負け戦の時がいつもの状態であり、味方がリードしていると落ち着かなかった。この「東大病」を取り払うのに苦労し、プロ入り後の4年間かけてようやく克服したところで、退団になったという。

## 詳細情報

### 年度別投手成績
| 年 度     | 球 団     | 登 板 | 先 発 | 完 投 | 完 封 | 無 四 球 | 勝 利 | 敗 戦 | セ 丨 ブ | ホ 丨 ル ド | 勝 率 | 打 者 | 投 球 回 | 被 安 打 | 被 本 塁 打 | 与 四 球 | 敬 遠 | 与 死 球 | 奪 三 振 | 暴 投 | ボ 丨 ク | 失 点 | 自 責 点 | 防 御 率 | W H I P |
| --------- | --------- | ----- | ----- | ----- | ----- | -------- | ----- | ----- | -------- | ----------- | ----- | ----- | -------- | -------- | ----------- | -------- | ----- | -------- | -------- | ----- | -------- | ----- | -------- | -------- | ------- |
| 1965      | 大洋      | 40    | 3     | 1     | 0     | 0        | 5     | 2     | --       | --          | .714  | 317   | 77.1     | 64       | 6           | 23       | 1     | 2        | 40       | 0     | 0        | 36    | 27       | 3.16     | 1.13    |
| 1966      | 大洋      | 37    | 0     | 0     | 0     | 0        | 4     | 4     | --       | --          | .500  | 271   | 64.2     | 67       | 6           | 17       | 2     | 2        | 35       | 0     | 0        | 33    | 26       | 3.60     | 1.30    |
| 1967      | 大洋      | 5     | 0     | 0     | 0     | 0        | 0     | 0     | --       | --          | ----  | 21    | 7.0      | 3        | 0           | 1        | 0     | 0        | 3        | 0     | 0        | 0     | 0        | 0.00     | 0.57    |
| 1968      | 大洋      | 6     | 0     | 0     | 0     | 0        | 0     | 0     | --       | --          | ----  | 32    | 7.1      | 10       | 1           | 2        | 0     | 0        | 4        | 0     | 0        | 4     | 4        | 5.14     | 1.64    |
| 通算：4年 | 通算：4年 | 88    | 3     | 1     | 0     | 0        | 9     | 6     | --       | --          | .600  | 641   | 156.1    | 144      | 13          | 43       | 3     | 4        | 82       | 0     | 0        | 73    | 57       | 3.29     | 1.20    |

### 背番号
- 28 （1965年 - 1968年）